# Soudní senát
Soudní senát je vícečlenné soudní těleso, které projednává a rozhoduje právní věci. Kromě soudního senátu může věc rozhodovat plénum nebo samosoudce (jediný soudce). Obsazení soudu stanovují zákony o řízení před soudy.
Kromě těchto rozhodovacích senátů existují u krajských a vrchních soudů i u Nejvyššího soudu evidenční senáty, složené nejméně ze tří soudců, případně dalších odborně vzdělaných referentů. Jejich úkolem je evidovat důležitá soudní rozhodnutí a zařazovat je do elektronického systému soudní judikatury.

## České právo

### Obsazení soudních senátů
U okresního soudu rozhoduje vždy samosoudce. Senáty krajského soudu se skládají z předsedy senátu a dvou přísedících, jestliže rozhodují jako soudy prvního stupně v trestních věcech, ve všech ostatních případech pak z předsedy senátu a dvou soudců. Předsedou senátu i zde může být pouze soudce. Tříčlenné soudní senáty vrchních soudů, Nejvyššího správního soudu i Nejvyššího soudu se vždy skládají jen z předsedy senátu a soudců, stejně jako rozšířený senát Nejvyššího správního soudu a velké senáty kolegií Nejvyššího soudu, u nichž se však počet členů odvíjí od velikosti daného kolegia (minimálně devět).

### Řízení před Ústavním soudem
Ústavní soud vytváří čtyři tříčlenné senáty, které rozhodují ve věcech podle čl. 87 odst. 1 Ústavy, které nepatří do působnosti pléna, a ve věcech podle § 43 odst. 2 zákona o Ústavním soudu.

### Občanské soudní řízení
V řízení před okresním soudem rozhoduje vždy samosoudce (do konce roku 2024 senát, složený z předsedy a dvou přísedících, rozhodoval ve věcech pracovních) Pokud rozhoduje krajský soud jako soud prvního stupně, pak rozhoduje samosoudcem. Senát zde rozhoduje v prvním stupni, pokud tak stanoví zákon, a v odvolacím řízení. Rozhodování senátem u krajského soudu připadá v úvahu v řízeních, která jsou vymezena v zákoně o vymáhání práv z průmyslového vlastnictví. V těchto případech rozhoduje Městský soud v Praze ve specializovaných senátech, které tvoří předseda a dva soudci. Vrchní soudy a Nejvyšší soud jednají a rozhodují v senátech.

### Trestní řízení
Trestní řád určuje, že v trestním řízení rozhoduje senát nebo samosoudce. Samosoudce rozhoduje u okresního soudu a také u krajského soudu jako soudu prvního stupně, ledaže jde o řízení o zvlášť závažných zločinech (s výjimkou zvlášť závažných zločinů uvedených v části druhé hlavách V a VI trestního zákoníku, tedy zvlášť závažných zločinů proti majetku a hospodářských), a o trestném činu vraždy novorozeného dítěte matkou podle § 142 trestního zákoníku. Pak rozhoduje senát složený z předsedy a dvou přísedících. Řízení ve druhém stupni koná u krajského soudu senát složený z předsedy a dvou soudců.

### Správní soudnictví
Nejvyšší správní soud rozhoduje v senátech nebo rozšířených senátech, pokud soudní řád správní nestanoví jinak. Senát se skládá z předsedy a šesti soudců (ve věcech volebních, ve věcech politických stran a hnutí a v řízení o kompetenčních žalobách) a z předsedy a dvou soudců v ostatních případech. Rozšířený senát se skládá z předsedy a šesti soudců, rozhoduje-li soud věc postoupenou mu senátem složeným předsedou a dvěma soudci, v ostatních případech je rozšířený senát složen z předsedy a osmi soudců.